# Scorpiops piceus
Espèce
Scorpiops piceus est une espèce de scorpions de la famille des Scorpiopidae.

## Distribution
Cette espèce est endémique de la province de Khammouane au Laos. Elle se rencontre vers Ban Phondon.

## Description
La femelle holotype mesure 62,6 mm.

## Étymologie
Son nom d'espèce lui a été donné en référence à sa couleur très sombre, presque noire.

## Publication originale
- Lourenço & Ythier, 2022 : « A new species of the genus Scorpiops Peters, 1861, subgenus Euscorpiops Vachon, 1980 from Laos ( Scorpiones: Scorpiopidae) » Faunitaxys, vol. 10, no 27, p. 1-9 (texte intégral).